# نبرد تورین (۳۱۲)
نبرد تورین (انگلیسی: Battle of Turin) در سال ۳۱۲ بین امپراتور روم کنستانتین بزرگ و سربازان رقیبش ماکسنتیوس رخ داد. کنستانتین در نبرد پیروز شد و نمونه اولیه مهارت تاکتیکی را نشان داد که مشخصه دوران نظامی بعدی او بود.